# Distretto di Yuehu
Il distretto di Yuehu (月湖区S, YuèhúP) è un distretto della Cina, situato nella provincia di Jiangxi e amministrato dalla prefettura di Yingtan.